# James Maurice Gavin
James Maurice Gavin (New York, 22 marzo 1907 – Baltimora, 23 febbraio 1990) è stato un generale statunitense.
James Maurice Gavin fu uno dei più famosi generali statunitensi della Seconda guerra mondiale. Arruolatosi nell'esercito raggiunse il grado di tenente generale. Data la sua qualifica di paracadutista fu soprannominato Jumping Jim dai suoi colleghi ufficiali. Gavin fu il più giovane militare a raggiungere il grado di brigadiere generale dai tempi di Custer. Era conosciuto per la sua particolare abitudine di portare anche un fucile M1 Garand quando si lanciava, mentre gli altri ufficiali di alto grado erano soliti portare soltanto una pistola.
I suoi uomini, che lo rispettavano molto, lo soprannominarono "Slim Jim" data la sua figura atletica. Gavin ha combattuto contro la segregazione nell'esercito degli Stati Uniti, cosa che gli ha portato una certa notorietà. Ha ricevuto varie decorazioni, tra cui due Distinguished Service Cross, la Distinguished Service Medal, la Silver Star e il Purple Heart. Inoltre ha ricevuto il Distinguished Service Order britannico.

## Biografia

### Gioventù
James M. Gavin nacque a Brooklyn, New York. L'identità dei suoi genitori biologici è sconosciuta; probabilmente sua madre era Katherine Ryan, un'immigrata irlandese, e suo padre James Nally (anch'egli di origini irlandesi), seppur la documentazione ufficiale asserisca che il padre fosse Thomas Ryan; probabilmente per rendere la nascita legittima. Infatti il certificato di nascita attesta che il suo nome era James Nally Ryan, anche se Nally è stato cancellato. Quando aveva circa due anni, fu mandato nell'orfanotrofio del Convent of Mercy (convento della misericordia) a Brooklyn, in cui rimase fino all'adozione nel 1909. I suoi genitori adottivi erano Martin e Mary Gavin di Mount Carmel (Pennsylvania). Martin era un minatore che lavorava duramente, ma la famiglia aveva difficoltà economiche quindi James fu costretto a lasciare la scuola all'età di 12 anni per cominciare a lavorare, in modo da poter contribuire al sostentamento della famiglia.
A causa della difficile situazione familiare, delle limitate occasioni che gli si presentavano a Mount Carmel e della certezza che i suoi genitori adottivi volessero che lui diventasse un minatore, James decise di scappare di casa. Nel marzo del 1924, nel giorno del suo diciassettesimo compleanno, prese un treno notturno per New York. La prima cosa che fece al suo arrivo fu inviare un telegramma ai suoi genitori per dire loro che stava bene e per impedire che denunciassero la sua scomparsa alla polizia, quindi cominciò a cercare un lavoro.

### Arruolamento e West Point
Alla fine del marzo 1924 Gavin parlò con un ufficiale di reclutamento dell'esercito degli Stati Uniti. Poiché non aveva ancora 18 anni, per arruolarsi aveva bisogno del consenso dei genitori, sapendo che non avrebbero mai acconsentito, Gavin disse di essere un orfano. L'ufficiale di reclutamento portò lui e altri due ragazzi, anche loro orfani, da un avvocato che dichiarò di essere il loro tutore e firmò il documento di consenso parentale.
Il 1º aprile 1924, Gavin fece il giuramento e fu destinato a Panama, dove effettuò il suo addestramento di base lavorando nella sua unità, la US Coastal Artillery (artiglieria litoranea degli Stati Uniti) di Forte Sherman. Servì come membro di una squadra assegnata ad un cannone da 155 millimetri, sotto il comando del sergente McCarthy. Panamá non era un posto comodo per i soldati, a causa delle alte temperature e delle zanzare portatrici della malaria, nonostante queste circostanze avverse, Gavin vi si trovò bene.
Durante il suo tempo libero leggeva dei libri, tra cui "Great Capitans" e la biografia di Annibale, per cercare di colmare la sua mancanza d'istruzione; in più faceva delle escursioni nella regione, per soddisfare la sua curiosità illimitata per qualsiasi cosa. Il primo sergente Williams, vedendo il potenziale di Gavin lo nominò suo assistente, il quale nel giro di sei mesi fu promosso caporale.
Avendo il desiderio di fare carriera nell'esercito, su consiglio di Williams, presentò domanda ad una locale scuola dell'esercito, dalla quale i migliori studenti avrebbero ottenuto la possibilità di andare a West Point. Dopo aver passato le selezioni fisiche fu assegnato assieme ad un'altra dozzina di uomini ad una scuola nella città di Corozal, Belize. Iniziò a frequentare la scuola il 1º settembre 1924. Dopo un mese di corso, dovette passare un altro esame per poter accedere al corso principale di quattro mesi alla fine del quale ci sarebbero stati gli esami di ammissione a West Point. Quindi trovò un altro mentore, il tenente Percy Black che dalle 8 in punto della mattina fino a mezzogiorno gli insegnava algebra, geometria, inglese e storia. Grazie a questi aiuti Gavin passò gli esami e fu ammesso a West Point.
Arrivò a West Point nell'estate del 1925. Sulla domanda di ammissione mentì sulla propria età indicando di avere 21 anni (anziché 18) per nascondere che era troppo giovane per fare parte dell'esercito. Non avendo un'istruzione di base, che era necessaria per capire le lezioni, si svegliava ogni mattina alle 4:30 per studiare in bagno, l'unico posto con abbastanza luce per leggere. Dopo quattro anni di duro lavoro, si laureò nel giugno del 1929. Nell'edizione di quell'anno del "Howitzer", l'annuario di West Point, era descritto come pugile e come il cadetto che già era stato un soldato. Dopo la sua laurea e la sua promozione a Sottotenente, sposò Irma Baulsir il 5 settembre 1929.

### Gli anni trenta
Lasciata West Point fu assegnato a Camp Harry J. Jones, vicino a Douglas (Arizona) e al confine messicano, dove rimase per tre anni. Questo campo era la sede del 25º Reggimento di fanteria, uno dei reggimenti interamente composto da soldati afroamericani (Buffalo Soldier).
In seguito frequentò la scuola di fanteria dell'esercito a Fort Benning, Georgia; dove trovò il tipo di esercito che stava cercando: un esercito che cercava innovazioni. Questa scuola era comandata dal colonnello George C. Marshall, che aveva portato con sé Joseph Stillwell per dirigere il reparto di tattica della scuola. Marshall e Stillwell insegnarono ai loro allievi a non contare su lunghi ordini scritti, ma piuttosto a dare soltanto una linea guida ai comandanti sul campo e a lasciare loro il compito di pensare la tattica, contrariamente alle regole che l'esercito aveva seguito fino ad allora. In questa scuola Gavin imparò a dare ordini e a contare sul proprio stile di comando.
Il periodo trascorso a Forte Benning fu molto piacevole per Gavin, ma il suo matrimonio con Irma Baulsir, che si era trasferita e abitava in una città vicina al forte, non stava andando bene. Il 23 dicembre 1932 i due andarono a Washington per celebrare il Natale dai genitori di Irma, che essendo più felice lì, decise di rimanerci e dove di fatto trascorse gran parte del loro matrimonio che, al momento del ritorno di Gavin dalla guerra, si concluse con un divorzio. Nel febbraio 1933 lei rimase incinta.
Nel 1933, non desiderando diventare un istruttore per nuove reclute, fu trasferito sotto il comando del generale Lesley J. McNair, a Forte Sill, base del 28º e del 29º reggimento fanteria, in Oklahoma. Qui trascorreva gran parte del suo tempo libero nella eccellente biblioteca del forte, mentre gli altri soldati facevano feste, sparavano e giocavano a polo. In biblioteca cominciò ad apprezzare in modo particolare le opere di J.F.C. Fuller di cui in seguito disse: "Ha visto chiaramente le implicazioni delle macchine, delle armi, della benzina, del petrolio, dei carri armati e degli aeroplani. Ho letto con avidità i suoi scritti.". Quindi la moglie diede alla luce la loro prima figlia Barbara, mentre Gavin era lontano dal forte per una battuta di caccia. Gavin in seguito scrisse della figlia: "Era veramente infelice con me, come lo era sua madre"
Nel 1936 fu trasferito nelle Filippine. Mentre era là si preoccupò della reale capacità degli Stati Uniti di contrastare una possibile espansione giapponese. I 20.000 soldati stanziati là avevano una scarsa dotazione e nella sua bibliografia, Paratrooper: The Life of Gen. James M. Gavin scrisse: "le nostre armi e il nostro equipaggiamento non erano migliori rispetto a quelli usati nella prima guerra mondiale".
Dopo un anno e mezzo trascorso nelle Filippine fu trasferito ancora. Questa volta finì nella 3ª Divisione di fanteria stanziata a Fort Vancouver nello Stato di Washington, dove lo raggiunsero Barbara e Irma. Quindi fu promosso capitano e ottenne il comando della compagnia K del 7º Reggimento di fanteria.
Mentre era a Fort Ord, in California, si procurò una ferita all'occhio destro durante un incontro sportivo. Visitato da un dottore a Monterey, gli fu diagnosticato un distaccamento della retina e gli fu prescritto di tenere l'occhio bendato per 90 giorni. Gavin temette che questa fosse la fine per la sua carriera militare ma decise di contare sulla capacità di guarigione del suo occhio per nascondere la ferita.

### Ancora West Point
Tra la fine degli anni trenta e l'inizio dei quaranta fu trasferito a West Point, per lavorare nella facoltà di tattica dell'accademia; fu felicissimo di questa assegnazione, poiché avrebbe potuto sviluppare ulteriormente le sue abilità. Il suo nuovo superiore lo chiamò "un istruttore naturale" e i suoi allievi pensavano che fosse il loro miglior insegnante.
Mentre la blitzkrieg, la guerra lampo tedesca, imperversava in Europa, la facoltà fu chiamata ad analizzare, i veicoli e gli armamenti del esercito tedesco e capirne le tattiche. Durante questi studi Gavin si preoccupò quando scoprì che le munizioni, i veicoli e gli armamenti dell'esercito statunitense erano, nel migliore dei casi, una copia di quelli tedeschi e dichiarò che: "Non sarebbe sufficiente copiare i tedeschi".
In questi anni cominciò, per la prima volta, a interessarsi dell'uso delle forze aviotrasportate di cui disse: "Da quello che abbiamo visto finora, è chiaro che l'area di sviluppo più promettente di tutti i tipi di operazioni belliche è quella degli aviosbarchi, cioè portare in massa sul campo di battaglia paracadutisti e truppe trasportate da alianti, addestrate in modo particolare, armate ed equipaggiate per quel tipo di operazioni."
In seguito si interessò particolarmente all'assalto aviotrasportato compiuto dai tedeschi il 10 maggio 1940 in Belgio al forte di Eben-Emael che fu assaltato e conquistato con un attacco notturno, da ben equipaggiati paracadutisti tedeschi. Questo episodio assieme al vasto studio che aveva compiuto sulle tattiche del movimento di Stonewall Jackson lo spinsero, nell'aprile 1941, ad offrirsi volontario per le nuove unità aviotrasportate.

#### Costruire un'armata aviotrasportata
Gavin cominciò l'addestramento alla scuola per paracadutisti di Forte Benning nel luglio 1941 e ottenne il brevetto nell'agosto 1941; quindi servì in un'unità sperimentale. Il suo primo comando fu quello della compagnia C del 503º Battaglione fanteria paracadutisti, da poco creato, il 21 agosto 1941. I suoi amici William Ryder, a capo del centro di addestramento per paracadutisti, e William Yarborough, ufficiale addetto alle comunicazioni del gruppo aviotrasportato provvisorio, convinsero il generale William C. Lee ad assegnare a James il compito di sviluppare le regole di base e le tattiche di combattimento per gli aviotrasportati. Il generale gli assegnò il ruolo di ufficiale addetto all'addestramento e alle operazioni (S-3) e il 16 ottobre 1941 lo promosse maggiore.
Una delle sue priorità fu quella di determinare come poter usare le forze aviotrasportate nel modo più efficace, quindi scrisse il manuale FM 31-30: Tactics and Technique of Air-Borne Troops, tattica e tecnica delle truppe aviotrasportate. Per fare ciò usò, oltre alle proprie conoscenze tattiche, delle informazioni basate sulle esperienze fatte da tedeschi e sovietici, sia con paracadutisti che con truppe trasportate da alianti. In questo manuale erano contenute informazione circa la tattica, l'organizzazione delle unità, il tipo di operazioni che potevano portare a termine e quello di cui necessitavano per compierle. Più tardi, quando gli fu chiesto cosa avesse reso la sua carriera così veloce, rispose: "Ho scritto il manuale".
Nel febbraio del 1942 seguì un corso al 'Command and General Staff College,' a Fort Leavenworth in Kansas, che lo qualificò per servire nello stato maggiore di una divisione, quindi tornò al gruppo aviotrasportato provvisorio con il compito di costituire una divisione aviotrasportata. Nella primavera del 1942 assieme al generale Lee si recò al quartier generale dell'esercito a Washington per discutere l'ordine di battaglia per la prima divisione aviotrasportata dell'esercito degli Stati Uniti, l'unità di fanteria scelta per questo compito fu l'82ª Divisione, stanziata a Camp Claiborne in Louisiana. L'influenza di Lesley J. McNair fece sì che l'82ª fosse composta da due reggimenti di fanteria trasportati con alianti e da uno di fanteria paracadutista; le unità di supporto (polizia militare, medici, genieri, ecc.) e gli artiglieri della divisione dovevano essere paracadutati mentre i pezzi di artiglieria dovevano essere trasportati dagli alianti.
Nell'agosto 1942 gli fu assegnato il comando del 505º Reggimento di fanteria paracadutista e poco dopo fu promosso colonnello. Costruì il reggimento dal nulla, credendo che fosse il modo migliore per raggiungere gli obbiettivi prefissati; condusse personalmente le truppe in lunghe marce e in realistiche sessioni di addestramento, creando egli stesso missioni addestrative. Inoltre diede grande importanza al valore dei suoi ufficiali che, secondo le sue stesse parole, dovevano essere: "i primi a lanciarsi dal portellone dell'aeroplano e gli ultimi a mangiare", questa usanza è ancora in uso nelle forze aviotrasportate statunitensi.
Dopo mesi di addestramento Gavin sottopose, per l'ultima volta, il reggimento ad un duro test: "Dato che eravamo vicini alla partenza per la guerra, ordinai un'esercitazione che richiese ai soldati di lasciare la nostra caserma alle 19:00 per marciare tutta la notte fino ad una zona vicina alla città di Cottonwood in Alabama, percorrendo circa 37 chilometri. Là manovrammo tutto il giorno e in effetti costituimmo e tenemmo una testa di ponte. Finimmo l'esercitazione circa alle 20:00 quindi tornammo indietro da un altro itinerario, attraverso una densa foresta di pini. Circa alle 23:00, ci fermammo per un bivacco e dopo un'ora di sonno, ci svegliammo per riprendere la marcia. [...] In 36 ore il reggimento aveva marciato per oltre 80 chilometri, manovrato e conquistato e difeso da un contrattacco una testa di ponte trasportando l'equipaggiamento da combattimento completo e mangiando delle razioni di riserva."

#### Preparazione al combattimento
Nel febbraio 1943 l'82ª divisione, costituita da due reggimenti di fanteria trasportata su alianti e dal 504º Reggimento di Fanteria Paracadutista, fu selezionata per partecipare all'invasione alleata della Sicilia. Questa scelta fu una sorpresa per la divisione, infatti la maggior parte dei soldati pensavano che l'unità scelta per quel compito sarebbe stata la 101ª Divisione Aviotrasportata, dato che era comandata dal "padre" dell'idea delle operazioni aviotrasportate, il generale William C. Lee. Vista la mancanza di alianti, il 326º Reggimento di fanteria fu sostituito all'ultimo minuto dal 505º reggimento di Gavin.
Prima di partire per il Nordafrica organizzò un lancio dimostrativo a cui partecipò il reggimento al completo, durante la dimostrazione ci fu però un incidente in cui rimasero uccisi 3 soldati, cosa che abbassò il morale della truppa. Il 10 aprile 1943 il generale Matthew Ridgway, comandante dell'82ª, spiegò ai comandanti di reggimento quale era la loro missione: l'invasione della Sicilia; il 505° sarebbe stato il primo ad entrare in azione, diventando così il primo reggimento al mondo ad eseguire un lancio di combattimento di quelle dimensioni. Gavin dichiarò: "È emozionante e stimolante che la prima operazione di un reggimento aviotrasportato nella storia del nostro esercito sia per essere eseguita dal 505°."
Il 29 aprile 1943 l'82ª lasciò il porto di New York a bordo del Monterey unendosi ad un convoglio composto da 23 navi per il trasporto truppe, da 8 cacciatorpediniere, da una portaerei e dalla corazzata USS Texas. Il convoglio arrivò a Casablanca il 10 maggio 1943 quindi la divisione continuò via terra fino a Oujda, una città nel deserto in cui la temperatura raggiungeva anche i 60°. Durante il periodo trascorso a Oujda, vista l'assenza di intrattenimenti e la presenza di ladri, il morale calò.
Il Generale Patton suggerì che l'operazione di aviosbarco venisse eseguita di notte, ma Ridgway e Gavin non erano d'accordo perché non si erano esercitati in operazioni notturne. Dopo l'aumentare degli incidenti durante le esercitazioni, Gavin annullò tutti i lanci fino all'invasione. Quindi il 505º reggimento fu trasportato a Kairouan in Tunisia e il 9 luglio alle 10:00 salirono sugli aerei che li avrebbero portati in Sicilia.

### Operazione Husky
La missione del 505° era di atterrare il D-1 (il giorno prima del assalto anfibio) a nord e ad est di Gela per prendere il controllo della zona circostante in modo da tagliare le linee di rifornimento tedesche e interromperne le comunicazioni. La seconda fase dell'operazione comportava che si unissero con la 1ª Divisione di fanteria per aiutarla a prendere il controllo dell'Aeroporto di Ponte Olivo. Per l'operazione Gavin fu posto al comando della squadra di combattimento, costituita dal 505°, dal terzo battaglione del 504º Reggimento di fanteria paracadutista, dal 456º Reggimento artiglieria paracadutista, dalla compagnia B del 307º Battaglione genieri paracadutisti e da alcune unità ausiliare (per esempio, squadre di osservazione per l'artiglieria navale). L'asse aveva 16 divisioni in Sicilia, di cui due tedesche (la 1ª Divisione corazzata Hermann Göring e la 15ª Divisione Panzergrenadier), 14 delle quali erano pronte al combattimento.

### Operazione Market Garden
Comandò l'82ª come contingente impegnato nel tentativo britannico di chiudere la guerra entro il Natale del 1944, conquistando i ponti sui fiumi Waal, Mosa e Reno ed alcuni canali e conosciuto come operazione Market Garden. Tale operazione avrebbe aperto la strada ad una colonna corazzata per aggirare la linea fortificata Siegfried che impediva agli alleati di entrare nei Paesi Bassi e da lì Germania. La sua missione al comando del 504°, 505°, 508° era quella di conquistare le alture a Sud della città di Nimega e di catturare intatti i ponti sui fiumi Mosa e Waal. Quest'ultimo obiettivo risultava vitale per tutta l'operazione combinata Market Garden, ma la conquista del ponte sul fiume Waal invece di essere conseguito dalle truppe di Gavin il primo giorno, sfruttando il fattore sorpresa delle operazioni, fu tentato solo il secondo giorno contendendolo ai reparti della 10ª divisione corazza SS e conseguito solo il terzo giorno, il 20 settembre 1944, quando ormai le operazioni apparivano compromesse per gli alleati e la finestra dei ponti conquistati (in un caso sostituiti da ponti Bailey) si stava ormai chiudendo inesorabilmente, causando il rinvio dell'invasione della Germania e quindi, causa indiretta del prolungamento della guerra. La responsabilità del fallimento dell'operazione fu attribuito al comandante della brigata polacca aviotrasportata generale Stanisław Sosabowski ma oggi sappiamo, dall'analisi storica dei documenti dell'epoca, e soprattutto dell'inchiesta alleata che ne seguì, che la maglia della catena che contribuì in modo determinante al fallimento dell'operazione fu proprio quella del generale Gavin.

### Dopo la guerra
Dopo la fine della guerra svolse un ruolo centrale nell'integrazione di personale di colore all'interno dell'esercito statunitense, cominciando con l'incorporazione del 555º Battaglione di fanteria paracadutista (formato interamente da uomini di colore) nell'82ª. Quindi ebbe accesso ai più alti livelli di comando. Fu un giocatore chiave nelle discussioni che condussero all'adozione della "Pentomic Division" e come capo dell'area di ricerca e sviluppo del esercito ideò un nuovo tipo di "cavalleria" che doveva usare mezzi corazzati ed elicotteri. Le sue idee condussero al "Howze Board" che ha avuto una grande influenza sull'uso degli elicotteri da parte dell'esercito durante la guerra del Vietnam.
Si ritirò dall'esercito nel marzo 1958 con il grado di tenente generale e nel libro "War and Peace in the Space Age" (Guerra e pace nell'era dello spazio) pubblicato a metà del 1958 scrive, assieme ad altre cose, per quale motivo ha lasciato le forze armate.
Una volta lasciato l'esercito fu assunto da una azienda che si occupava di consulenza e ricerca industriale, la Arthur D. Little. Cominciò come vice presidente nel 1958, e nel 1960 fu nominato presidente, carica che mantenne fino alla pensione nel 1977. Durante la sua permanenza nella società, fece diventare un'azienda presente solo sul mercato nazionale, con un fatturato di 10 milioni di dollari, un'azienda internazionale con un fatturato di 70 milioni. Una volta andato in pensione continuò a fare da consulente per la società.
Nel 1961 il presidente Kennedy chiese a Gavin di lasciare momentaneamente l'ADL per rispondere ancora una volta alla chiamata del proprio paese, per diventare l'ambasciatore degli Stati Uniti in Francia. Kennedy sperava che Gavin potesse migliorare i deteriorati rapporti diplomatici con la Francia, grazie ai rapporti avuti con i francesi durante la seconda guerra mondiale, soprattutto con il nuovo presidente della Francia, l'ex generale Charles de Gaulle; questa si rivelò essere una strategia azzeccata e Gavin ricopri il ruolo di ambasciatore nel 1961 e nel 1962.
Nel frattempo, nel luglio 1948, si era risposato con Jean Emert Duncan di Knoxville (Tennessee), con cui rimase per 42 anni, fino alla morte. Adottò Caroline, la figlia che Jean aveva avuto da un altro matrimonio, inoltre insieme ebbero altre tre figlie: Patricia, Marjorie Aileen e Chloe. Gavin è morto il 23 febbraio 1990 ed è stato sepolto ad est della vecchia cappella del cimitero militare di West Point. Ha lasciato sua moglie Jean, le sue cinque figlie: Barbara Fauntleroy, Caroline McNeill, Patricia Cincotta, M. Aileen Lewis e Chloe Beatty, dieci nipoti: Barbara Fauntleroy Fuller, Steve Fauntleroy, Jim Fauntleroy, Anna Lewis, Chloe Lewis, Eve Lewis, Thomas Beatty, James Beatty, John Beatty e Matthew Beatty e tre bis-nipoti: Bill Fuller, Justin Fauntleroy e Thomas Fauntleroy.

## Film
Il generale Gavin è stato interpretato da Robert Ryan ne Il giorno più lungo e da Ryan O'Neal in Quell'ultimo ponte, inoltre Gavin ha fatto da consigliere per entrambi i film.

## Libri
Gavin è l'autore di 5 libri. "Airborne Warfare" (Operazioni aviotrasportate) del 1947, che parla dello sviluppo e del futuro delle truppe aviotrasportate. "War and Peace in the Space Age" (Guerra e pace nell'era spaziale) del 1958 che descrive i motivi per cui ha lasciato le forze armate, il pericoloso stato di inadeguatezza dell'esercito, gli sviluppi tecnologici e scientifici di quel tempo, gli obbiettivi che era necessario raggiungere per la difesa degli USA. "Crisis Now" (scritto con Arthur Hadley) del 1968, che contiene: una soluzione per porre fine alla guerra del Vietnam osservazioni sui problemi della nazione statunitense oltre a creative e innovative soluzioni per essi. "On to Berlin, Battles of an Airborne Commander 1943-1946" (A Berlino, battaglie di un comandante aviotrasportato 1943-1946) pubblicato nel 1976, è una raccolta delle sue esperienze come comandante dell'82ª Divisione Aviotrasportata. Inoltre è stato coautore di "France and the Civil War" (La Francia e la guerra civile) assieme a Andre Maurios.